# Aliança para o Progresso
Aliança para o Progresso (em inglês: Alliance for Progress; em espanhol: Alianza para el Progreso) foi um amplo programa cooperativo destinado a acelerar o desenvolvimento econômico e social da América Latina, ao mesmo tempo que visava frear o avanço do socialismo nesse continente.
A Aliança para o Progresso inclui entre os objetivos acabar com o analfabetismo até 1970, fazer a reforma agrária, distribuir renda, evitar a inflação e promover a industrialização. Leonel Brizola, então deputado federal, demonizava a Aliança para o Progresso e a via como um aríete dos interesses intervencionistas americanos.
Roberto Campos descreveu o sentimento local, em carta a um alto oficial do governo norte-americano datada de setembro de 1962, reclamando que os Estados Unidos estariam preocupados apenas com o "primado da estabilização", e não com o desenvolvimento econômico e social.

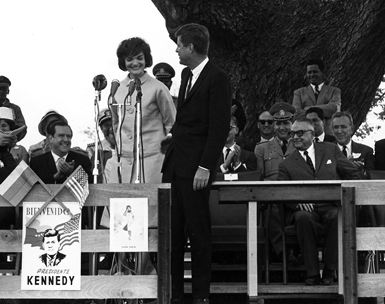
O presidente John F. Kennedy com a primeira dama Jacqueline Kennedy, em La Morita na Venezuela em 16 de Dezembro de 1961. Esta foi a 1ª visita de um presidente americano àquele país. Nesta ocasião os presidentes Kennedy e Rómulo Betancourt firmaram o acordo da Aliança para o Progresso.

Na cidade de Limeira foi construída a ETA (Estação de Tratamento de Água) em 1967, referência no tratamento de água e esgoto no Brasil e que mais tarde seria privatizada e se tornaria a Primeira concessionária de serviços de saneamento básico no Brasil (água e esgoto), fruto da Aliança para o Progresso.